# Verlorenes Land
Verlorenes Land ist ein Drama des Regisseurs Jo Baier, der auch das Drehbuch schrieb, aus dem Jahr 2002. In der Hauptrolle verkörpert Martina Gedeck die Kriegswitwe Maria, deren Ehemann Hans im Zweiten Weltkrieg verschollen ist.

## Handlung
Nachkriegsdeutschland der 1950er Jahre. In einem ländlich geprägten Ort in Bayern lebt Maria, deren Ehemann Hans im Krieg verschollen ist. Eine neue Liebe findet sie in Jean-Pierre, der als ehemaliger Kriegsgefangener französischer Herkunft auf dem Bauernhof sein Geld verdient, der Marias Schwiegereltern gehört. Während seines Aufenthalts in Deutschland hat sich der charmante Jean-Pierre bereits die deutsche Sprache zu eigen gemacht und sich erstaunlich gut an das hiesige Leben angepasst. 
Allerdings vermisst Jean-Pierre die Meeresküste. Dieser Umstand verbindet ihn mit Maria, denn auch sie würde gerne einmal das Meer sehen. Hinzu kommt, dass Maria eigentlich nie die Gelegenheit bekam, mit ihrem Ehemann Hans eine enge Bindung einzugehen, da er bereits kurze Zeit nach der Hochzeit zum Kriegsdienst einberufen wurde. Eigentlich hat sie jetzt nur noch im Sinn, mit Jean-Pierre glücklich zu werden, umso mehr als auch Karl, ihr eigener Sohn, Jean-Pierre bereits als neuen Vater anerkannt zu haben scheint.
Die Liebschaft zwischen ihr und Jean-Pierre wird von Marias Schwiegereltern geduldet, obwohl diese die Hoffnung nicht aufgegeben haben, dass ihr verschollener Sohn Hans eines Tages doch noch nach Hause kommen könnte, von dem man zuletzt nur wusste, dass er in sowjetische Kriegsgefangenschaft geraten sein soll.
In den vom allgemeinen Trubel beherrschten Lebensumständen versucht jeder, seines eigenen Glückes Schmied zu sein: Während Lisa, die uneheliche Tochter des Bauernhofbesitzers, versucht, mit dem Kriegsinvaliden Otto eine Beziehung einzugehen, weil sie der Meinung ist, dass er ein würdevoller Vater für ihre Tochter Gitti sein würde, versucht Hans’ Bruder Franz, gemeinsam mit seiner lebhaften Freundin Fanni, mit neuartigen Erfindungen seinen Lebensunterhalt zu bestreiten.
Die Handlung des Films nimmt eine dramatische Wendung, als Marias Ehemann Hans zwar schwer verwundet, aber am Leben, plötzlich wieder zu Hause auftaucht. Eigentlich hatte niemand mehr mit seiner Rückkehr gerechnet, und erschwerend kommt hinzu, dass Hans durch seine Zeit in der Kriegsgefangenschaft scheinbar sämtliche seiner menschlichen Züge verloren hat. Sein Erscheinen ruft, entgegen seinen eigenen Erwartungen, in seiner Familie eher Erschrecken als Begeisterung hervor.

## Produktionsnotizen
Susanne Freyer produzierte für die ndF im Jahre 2001 im Auftrag des BR und des hr. Gedreht wurde in Altfraunhofen, in Freising und in der Bretagne. Helmfried Kober assistierte Peter von Haller bei der Kamera.

## Erscheinungstermine und abweichende Filmtitel
Verlorenes Land wurde am 4. April 2002 erstmals auf ARTE ausgestrahlt. In Frankreich erfolgte die erste Sendung am darauffolgenden Tag unter dem französischen Titel Terre perdue. Die Ausstrahlung im Ersten folgte gut vier Monate später, am 21. August desselben Jahres.

## Kritiken
Das knappe Fazit der Programmzeitschrift TV Spielfilm lautet: „Bewegende Familien-chronik ohne Folklore“.
Rainer Tittelbach bescheinigt der Produktion, dass sie „[k]lischeefrei, realistisch, sinnlich, situationsstark [und] grandios gespielt [ist].“
Kino.de resümiert, dass es sich bei Verlorenes Land um ein bewegendes „Nachkriegs- und Heimatdrama über eine von Schicksalsschlägen schwer getroffene Bauernfamilie [handelt]“.